# Lasbederf
Lasbederf is een vorm van ongewenste structuurverandering in roestvast staal, die op kan treden bij het lassen. Het verschijnsel vindt plaats in de warmte-beïnvloede zone, oftewel in het gedeelte van het metaal dat bij het lassen wel warm wordt, maar niet smelt. Het gevolg van lasbederf is dat het staal gevoeliger wordt voor corrosie. 

## Oorzaak
Roestvast staal is een legering die onder andere de elementen chroom en koolstof bevat. Kort door de bocht zorgt koolstof voor de sterkte van het metaal, en chroom zorgt ervoor dat het niet roest. Koolstof dat zich in roestvast staal bevindt, is niet stabiel. Wanneer de warmte-beïnvloede zone bij het lassen verhit wordt tussen de 450 en de 850°C en het kristalrooster van de legering uitzet, krijgen de koolstofatomen ruimte om te bewegen, en trekken ze door diffusie uit de metaalkristallen naar de korrelgrenzen. Op de korrelgrens aangekomen, reageren de koolstofatomen met de nabijgelegen chroomatomen tot chroomcarbiden. Door deze reactie neemt het chroomgehalte rond de korrelgrenzen af ten opzichte van de rest van het metaal, waardoor de korrelgrenzen gevoeliger worden voor corrosie. Zodra de massafractie van metallisch chroom minder dan 12% wordt, verliest het staal een deel van zijn roestbestendigheid. 

## Tegengaan
Er zijn meerdere manieren om lasbederf tegen te gaan. Staalsoorten met een laag koolstofgehalte zijn minder gevoelig voor lasbederf, maar zijn ook minder sterk. Er moet verder voor gezorgd worden dat de warmte-beïnvloede zone zo klein mogelijk is, of zo weinig mogelijk door warmte beïnvloed wordt, door bijvoorbeeld in meerdere lagen te lassen of door het metaal niet voor te verwarmen. Ook kunnen er elementen zoals titanium of niobium aan het staal worden toegevoegd, die de koolstof in het staal sterker binden dan chroom, en zo voorkomen dat het chroom wordt geïnactiveerd. 
Staal met lasbederf kan gerepareerd worden door het staal op hoge temperatuur (boven de 1000°C) een specifieke warmtebehandeling te geven, waarbij de chroomcarbiden ontleden en het koolstof en het chroom hun oorspronkelijke positie in het staal weer innemen. Daarna moet het staal zeer snel worden afgekoeld, zodat het koolstof niet alsnog de kans krijgt zich te verspreiden. 